# Sharleen Spiteri
Sharleen Eugene Spiteri, född 7 november 1967 i Glasgow, är sångare i det skotska bandet Texas, som har haft hiten "Summer Son" (1999). Hon gästsjöng även på Rammsteins låt "Stirb nicht vor mir (Don't die before I do)" från albumet Rosenrot. Spiteri har en dotter född 2002. Hon har bland annat maltesiskt och italienskt ursprung. Innan hon började sjunga var hon frisör.

## Diskografi

### Som soloartist
Studioalbum
- 2008 – Melody
- 2010 – The Movie Songbook

Singlar
- 2008 – "All the Times I Cried"
- 2008 – "Don't Keep Me Waiting" (endast utgiven i Schweiz)
- 2008 – "Stop, I Don't Love You Anymore"
- 2008 – "It Was You"
- 2009 – "Xanadu"

### Med Texas
Studioalbum
- 1989 – Southside
- 1991 – Mothers Heaven
- 1993 – Ricks Road
- 1997 – White On Blonde
- 1999 – The Hush
- 2003 – Careful What You Wish For
- 2005 – Red Book
- 2013 – The Conversation
- 2015 – Texas 25
- 2017 – Jump on Board